# Loxaspilates densihastigera
Loxaspilates densihastigera là một loài bướm đêm trong họ Geometridae.